# Simon V van Lippe
Simon V (1471 – Detmold 17 september 1536) was heer van Lippe. (1511-1528) en graaf (1528-1536) van Lippe. Hij was een zoon van Bernhard VII en Anna van Holstein-Schauenburg.
Hij volgde zijn vader in 1511 op als heer van Lippe. In 1528 werd hij door keizer Karel V in de gravenstand verheven.
Simon huwde 27 maart 1490 met Walburga van Bronkhorst († 21 december 1522), dochter van heer Gijsbert van Bronckhorst-Borculo (1440-1489). Uit dit huwelijk werd een zoon geboren:
- Gijsbert († 1513)

Op 16 maart 1524 huwde hij te Detmold voor een tweede maal met Magdalena van Mansfeld († 23 januari 1540), dochter van graaf Gerard VII van Mansfeld-Mittelort. Uit dit huwelijk sproten zes kinderen:
- Margaretha (1525 – 7 juni 1578), abdis van Herford 1565, Freckenhorst 1570 en Borghorst 1572
- Bernhard (1527 – 1563), graaf van Lippe 1536-1563
- Anna (ca 1529 – Arolsen 24 november 1590); ∞ (Detmold 1 oktober 1550) graaf Johan I van Waldeck-Landau (1521 – 1567)
- Herman Simon (1532 – 4 juni 1576), graaf van Spiegelberg en Pyrmont 1558-1576; ∞ (Bad Pyrmont 18 mei 1558) Ursula van Spiegelberg († Pyrmont 16 maart 1583)
- Magdalena († 12 januari 1604), abdis van Herford 1586
- Agnes (1535 – 13 juni 1610); ∞ I (14 december 1567) Diederik van Plesse (1499 – 22 mei 1571); ∞ II (20 oktober 1578) Abundus Schlick († december 1589), graaf van Passaun en Weißkirchen